# Une vie de chien (Les Simpson)
Pour les articles homonymes, voir Une vie de chien.
Une vie de chien (France) ou Chien fou (Québec) (Bart's Dog Gets An F) est le 16e épisode de la saison 2 de la série télévisée d'animation Les Simpson.

## Synopsis
Depuis quelque temps, Petit Papa Noël (le chien des Simpson) accumule les bêtises : il déchire le journal d'Homer, mange le repas de ce dernier et fugue. Pour ne rien arranger, Lisa a les oreillons et doit manquer l'école. Homer, après avoir vu Ned Flanders porter ses chaussures, décide de s'acheter des chaussures de sport à 125 $ que le chien s'empresse de manger. Furieux, Homer décide de l'envoyer dans un centre de dressage. Mais son comportement ne s'améliore pas, Homer et Marge envisagent de le donner mais cèdent devant les arguments de Lisa. Pour rester à la maison, Petit Papa Noël doit réussir l'examen du centre de dressage. Un premier temps recalé, il finit par réussir l'examen et reste parmi les Simpson.